# Banda Calypso No Olympia
Banda Calypso No Olympia é o décimo álbum ao vivo da banda musical brasileira Banda Calypso, lançado em 22 de janeiro de 2022, pela Radar Records. O show foi gravado na casa de espetáculos Olympia em São Paulo, no dia 25 de novembro de 2005, durante a Turnê Isso É Calypso. Devido ao projeto Banda Calypso pelo Brasil, a banda decidiu engavetar o lançamento e investir em um novo projeto mais elaborado. Após 17 anos guardado, o DVD foi resgatado e lançado oficialmente.

## História
A banda Calypso gravou um DVD em 25 de janeiro de 2005 na casa de shows Olympia, em São Paulo. No entanto, por motivos desconhecidos, o álbum foi engavetado e surgiram rumores de que o estúdio onde o DVD estava sendo produzido pegou fogo, o que se mostrou apenas boatos. O verdadeiro motivo do engavetamento foi que o show tinha aspectos muito semelhantes ao álbum que a banda estava prestes a produzir, o Banda Calypso pelo Brasil, seja em estrutura, repertório e figurinos. Passados 17 anos, em janeiro de 2022, o fã Samuel Diniz anunciou o desarquivamento do DVD em suas redes sociais, com a autorização de Joelma e Ximbinha. Logo em seguida, o DVD entrou em estreia no canal oficial da banda e a gravadora Radar Records, que acompanhou a banda até o seu fim, lançou o álbum em todas as plataformas digitais de música.

## Lista de faixas
| N.º | Título | Duração |  |
| 1.  | "Abertura"                                                                                                  | 2:36    |  |
| 2.  | "Pra Te Esquecer"                                                                                           | 4:16    |  |
| 3.  | "A Lua Me Traiu"                                                                                            | 3:51    |  |
| 4.  | "Temporal"                                                                                                  | 2:47    |  |
| 5.  | "Chamo por Você"                                                                                            | 3:44    |  |
| 6.  | "Nenê/Me Telefona"                                                                                          | 3:04    |  |
| 7.  | "Primeiro Amor/Brincou Comigo"                                                                              | 3:47    |  |
| 8.  | "Imagino"                                                                                                   | 4:04    |  |
| 9.  | "Tic Tac"                                                                                                   | 3:47    |  |
| 10. | "Anjo Bandido"                                                                                              | 2:16    |  |
| 11. | "Dois Corações"                                                                                             | 2:13    |  |
| 12. | "Lágrimas de Sangue/Cúmbia de Amor"                                                                         | 3:21    |  |
| 13. | "Dudu/Love You Mon Amour"                                                                                   | 3:30    |  |
| 14. | "Warilow/Te Quero/Feitiço"                                                                                  | 3:48    |  |
| 15. | "Luz do Coração (Deixa Vibrar)/Só Vai Dar Você e Eu"                                                        | 6:01    |  |
| 16. | "Se Quebrou"                                                                                                | 3:22    |  |
| 17. | "Príncipe Encantado/Ainda Te Amo"                                                                           | 3:35    |  |
| 18. | "Anjo" | 2:04    |  |
| 19. | "Deusa da Paixão"                                                                                           | 2:01    |  |
| 20. | "Estrela Dourada"                                                                                           | 2:01    |  |
| 21. | "Pra Todo Mundo Ver"                                                                                        | 2:02    |  |
| 22. | "Tia Mariquinha/Vai Buscar a Flor/A Morte do Peru/O Pinto/A Morte do Urubu/Garota do Tacacá/Ponte de Pedra" | 7:16    |  |
| 23. | "Disse Adeus"                                                                                               | 3:40    |  |
| 24. | "Não Faz Sentido"                                                                                           | 2:19    |  |
| 25. | "Maridos e Esposas"                                                                                         | 2:30    |  |
| 26. | "Como uma Virgem"                                                                                           | 3:19    |  |
| 27. | "Tudo De Novo/Choro por Você"                                                                               | 4:14    |  |
| 28. | "Maria/Uma Rosa"                                                                                            | 6:40    |  |
| 29. | "Homem perfeito"                                                                                            | 4:19    |  |
| 30. | "Tchau Pra Você"                                                                                            | 3:19    |  |
| 31. | "Encerramento"                                                                                              | 1:53    |  |